# Lena Hirtl
Lena Hirtl (* 24. Mai 1997) ist eine österreichische Fußballschiedsrichterin und -schiedsrichterassistentin.
Hirtl leitet Spiele in der ÖFB Frauen-Bundesliga, der höchsten österreichischen Frauenfußballliga. Bei den Herren leitet sie Spiele in der Regionalliga.
International wird Hirtl vor allem als Schiedsrichterassistentin eingesetzt. Seit 2022 steht sie auf der Liste der FIFA-Schiedsrichter und ist an der Spielleitung internationaler Fußballspiele beteiligt.
Hirtl war unter anderem Schiedsrichterassistentin bei der U-19-Europameisterschaft 2024 in Litauen und bei der U-17-Weltmeisterschaft 2024 in der Dominikanischen Republik, in der WM- und EM-Qualifikation, in der Qualifikation zur Women’s Champions League sowie bei diversen weiteren Qualifikations- und Freundschaftsspielen.